# Hadron

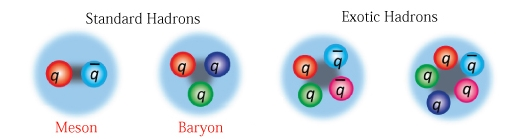
Szokásos és egzotikus hadronok

A részecskefizikában hadronnak nevezzük az olyan összetett szubatomi részecskéket, amelyeknek összetevői kvarkok és gluonok. A hadronok az erős kölcsönhatás kötött állapotai, a kvarkbezárás jelensége miatt színtöltésük nulla.
A Poincaré-csoport ábrázolásaiként JPC kvantumszámokkal jellemezhetjük őket, ahol J a saját impulzusmomentum (spin), P a paritás, C a töltésparitás. Az erős kölcsönhatás íz-szimmetriája az osztályozáshoz az IG kvantumszámokat adja hozzá, ahol I az izospin, G a G-paritás. 
A kvarkmodell szerint a hadronok kvarkokból épülnek fel, azóta a kép finomodott, az alkotórészek közé bevéve a gluonokat is, ill. ezeken az ún. vegyérték-összetevőkön túl felfedezve, hogy a virtuális kvarkok és gluonok szintén jelentős szerepet játszanak a hadronok felépítésében.
A hadron szó görög eredetű: hadrosz (ἁδρός) jelentése kemény, erős.

## Hagyományos hadronok

A hadronok színszerkezete

A „hagyományos” hadronok a Gell-Mann kvarkmodelljének megfelelő, azaz 3 kvarkból vagy kvark-antikvark párból álló hadronok.
- A barionok három kvarkból (az antibarionok pedig három antikvarkból) álló, feles spinű részecskék.
  - Fő példái a nukleonok: a proton és a neutron.
  - A többi bariont hiperonoknak is szokták nevezni, ilyen például a Δ, Λ, Ξ, Σ, Ω részecskék. Sokkal rövidebb életűek, mint a nukleonok.

- A mezonok egy kvarkból és egy antikvarkból állnak, mint a pionok, kaonok és más részecskék. Egész spinnel rendelkeznek.

## Egzotikus hadronok
A nemabeli (nem kommutatív, azaz nem U(1)) mértékelméletekben a közvetítő részecskék is „töltöttek”, azaz másik közvetítő révén van kölcsönhatásuk és önkölcsönhatásuk is. Ők is részt vehetnek tehát elvileg kötött állapotokban. Az erős kölcsönhatás ilyen nemabeli (SU(3)) mértékelmélet, ahol tehát a gluonok is lehetnek elvileg hadronösszetevők. A kísérleti ellenőrzés nagyon nehéz, mivel a hadronok száma rendkívül nagy, s őket a bomlástermékeik alapján az effektív tömegeloszlások alapján lehet azonosítani. A hadronok élettartama általában rövid, ezért a határozatlansági elv miatt a tömegértékük nem határozott, hanem egy elég széles Breit-Wigner-eloszlás, s a sok ilyen egymást átfedő eloszlást nehéz egymástól elkülöníteni, s közöttük újakat felfedezni. A problémával a hadronspektroszkópia foglalkozik.
- Az egzotikus barionok barionszáma nem nulla:

- - A pentakvarkok négy kvarkból és egy antikvarkból állnak, másik nevük mezon–barion-molekula.
  - A hexakvarkok három kvarkból és három antikvarkból állnak, másik nevük barionmolekula.

- Az egzotikus mezonok barionszáma nulla:

- - A tetrakvarkok két kvarkból és két antikvarkból állnak, másik nevük mezonmolekula.
  - A gluonlabdák két vagy több gluonból állnak.
  - A hibrid mezonok legalább egy kvarkból, egy antikvarkból és egy gluonból, vagy két kvarkból és egy gluonból állnak.